# Ingrid Giertz-Mårtenson
Ingrid Helena Bosdotter Giertz-Mårtenson, född 9 oktober 1937 i Linköping, är en svensk modehistoriker med en lång karriär inom såväl den svenska som den internationella modevärlden. 

## Biografi
Ingrid Giertz-Mårtenson är dotter till biskop Bo Giertz och Ingrid, född Andrén. Hon är gift med författaren och diplomaten Jan Mårtenson och har två söner, Fredrik Mårtenson och Marcus Mårtenson. Författaren Martin Giertz är hennes yngre bror.
Efter studentexamen i Göteborg utbildade sig Giertz-Mårtenson inom den svenska och internationella modeindustrin. Hon examinerades från École de la Chambre Syndicale de la Couture Parisienne i Paris 1962 och blev VD-assistent i modehuset Givenchy i Paris samt därefter presschef i modehuset Castillo i Paris. Giertz-Mårtenson var 1968–2002 chef för Skobranschrådet samt konstnärlig ledare för Svenska Moderådet 1979–1991, VD för Svenska Moderådet (Swedish Fashion Council) 1991–2002.
Inom den europeiska modeindustrin verkade Giertz-Mårtenson bl a som ledamot av Nordiska Moderådet 1968–2002 samt som svensk chefsdelegat inom Modeurop 1968–1997. Hon var vicepresident Modeurops modekommité 1988–1996, president 1996–1997. 
Som VD för Svenska Moderådet ansvarade Giertz-Mårtenson för ett flertal internationella utställningar av svenskt mode, bl a under Swedish Style in Tokyo 1999 och 2001 i Tokyo, samt Imagenes de Suecia, Madrid 2002. 
Giertz-Mårtenson är sedan 2002 VD för Swedish Vision AB. Hon har sedan dess verkat inom flera områden som berör mode som kulturspråk, forskningsområde och näringslivsinslag. 2003–2005 ansvarade Giertz-Mårtenson för Fashion Futures, en utställning med bidrag från studenter på svenska modehögskolor som visades 2003 på Nordiska Museet, 2004 på Svensk Form, oktober 2005 på Nationalmuseum och på Röhsska Museet samt senare i Paris. 2003 initierade hon och var utställningskommisarie för utställningen Sverige i tio skepnader som först visades 2004 i Rom och sedan på Nationalmuseum 2005, I USA 2006 och på Nya Zeeland 2008. 2022 verkade hon som huvudredaktör för boken Manligt Mode: En Okänd Historia.
Giertz-Mårtenson initierade etableringen av mode som vetenskap vid Stockholms Universitet 2006. Sedan 2008 är Giertz-Mårtenson Senior Advisor vid Centrum för Näringslivshistoria där hon bl.a. varit delansvarig för dokumentationen av H&M:s historia samt svensk delegat i EU-HERAs intereuropeiska forskningsprojekt The Enterprise of Culture 2014–2016. Andra uppdrag har varit som Creative Director för utställningen Couturens hemligheter på Sven-Harrys konstmuseum 2018.